# Distretto di Yaeyama
Il distretto di Yaeyama (八重山郡, Yaeyama-gun?) è uno dei distretti della prefettura di Okinawa, in Giappone.
Attualmente fanno parte del distretto i comuni di Taketomi e Yonaguni.